# Université médicale d'État de Dnipro
L'Université médicale d'État de Dnipro (ukrainien : Дніпровський державний медичний університет) est une université de la ville de Dnipro, en Ukraine.

## Présentation
Fondée en 1801 sur la base du cours pour femmes Katherine, élargie comme cours de médecine en 1915, elle acquiers le statut d'académie en 1920. Elle porte son nom actuel depuis 2021.

## En images

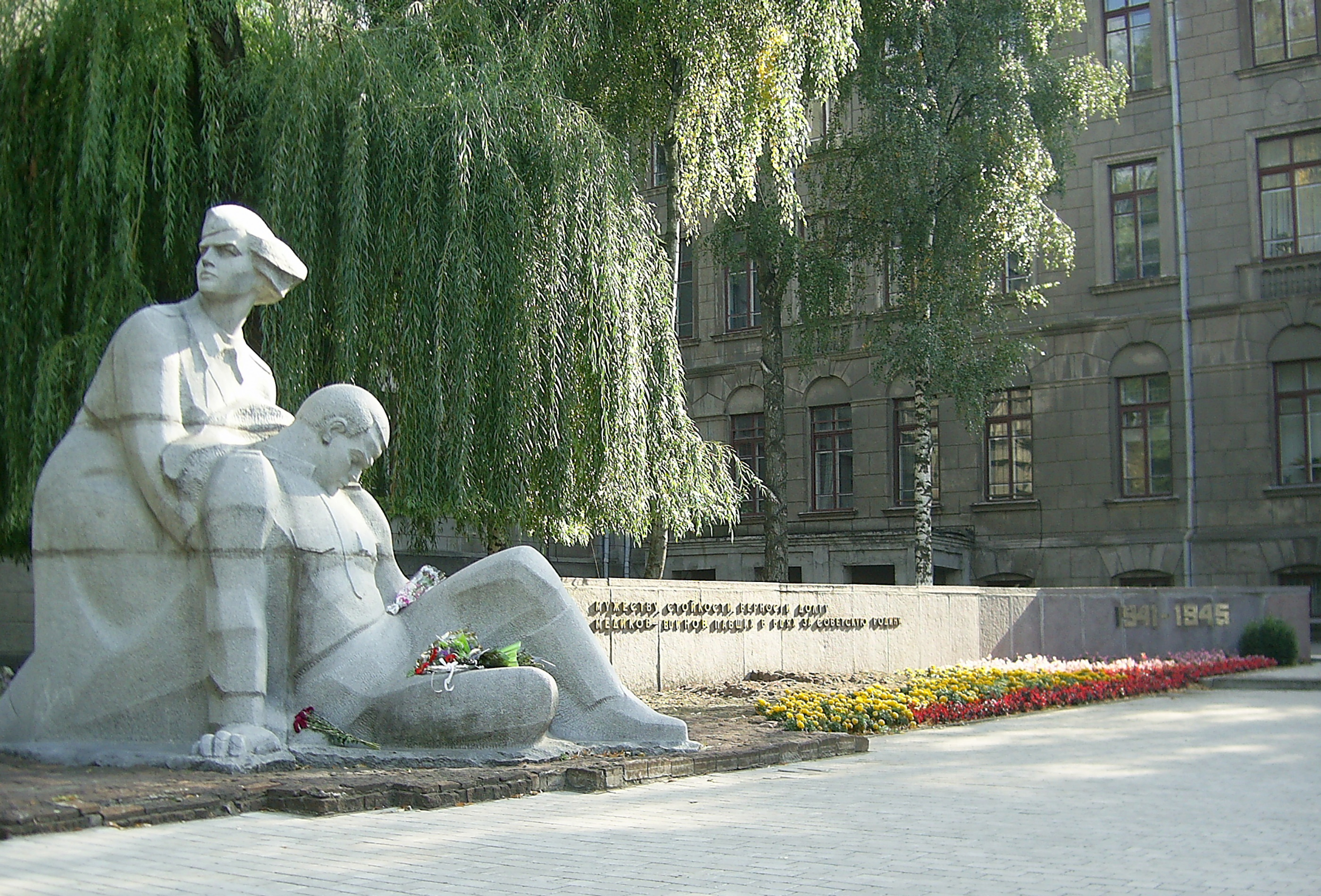
EN mémoire des étudiants morts lors de la guerre classé[2].
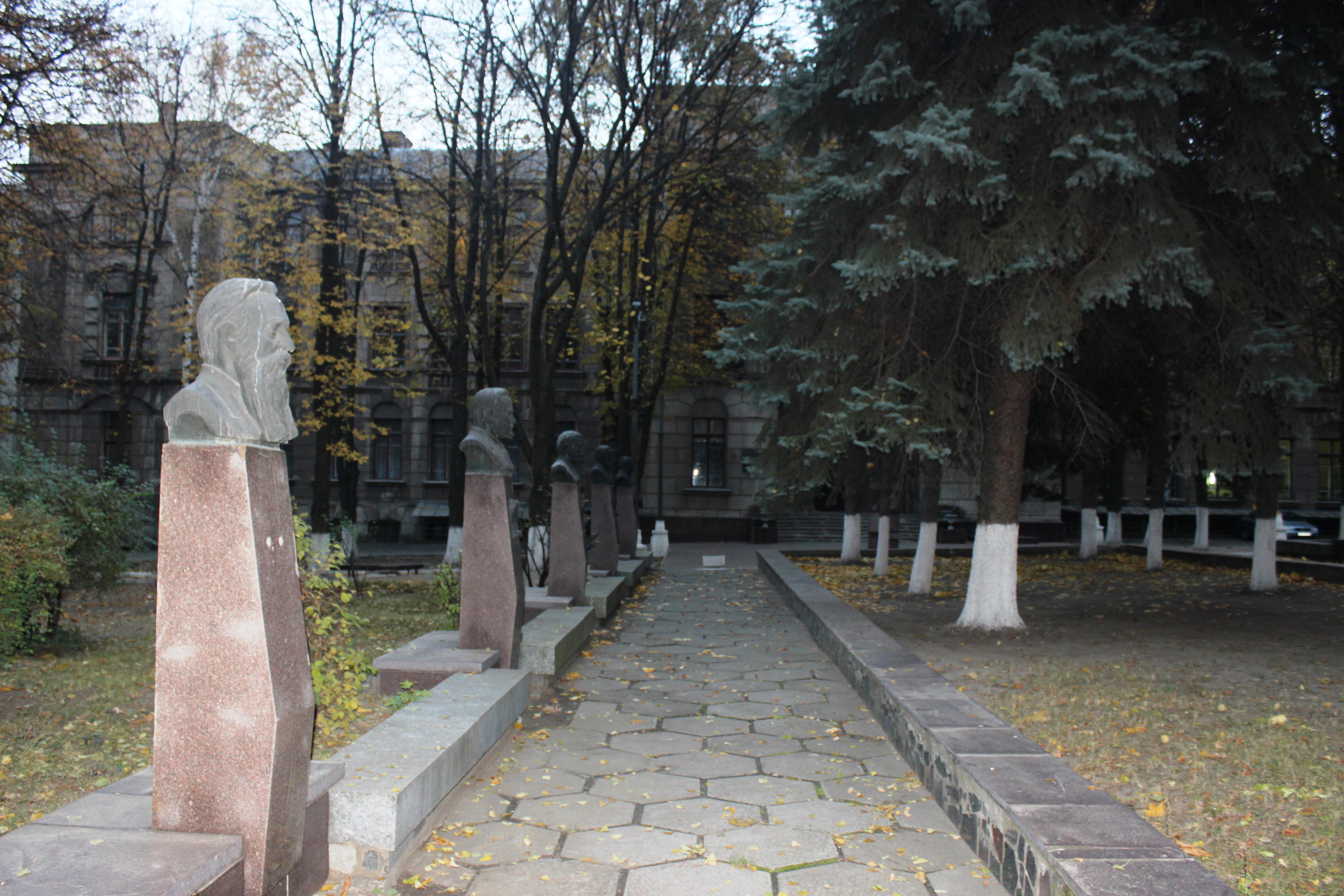
Allée mémoriale Registre national des monuments d'Ukraine[3] :
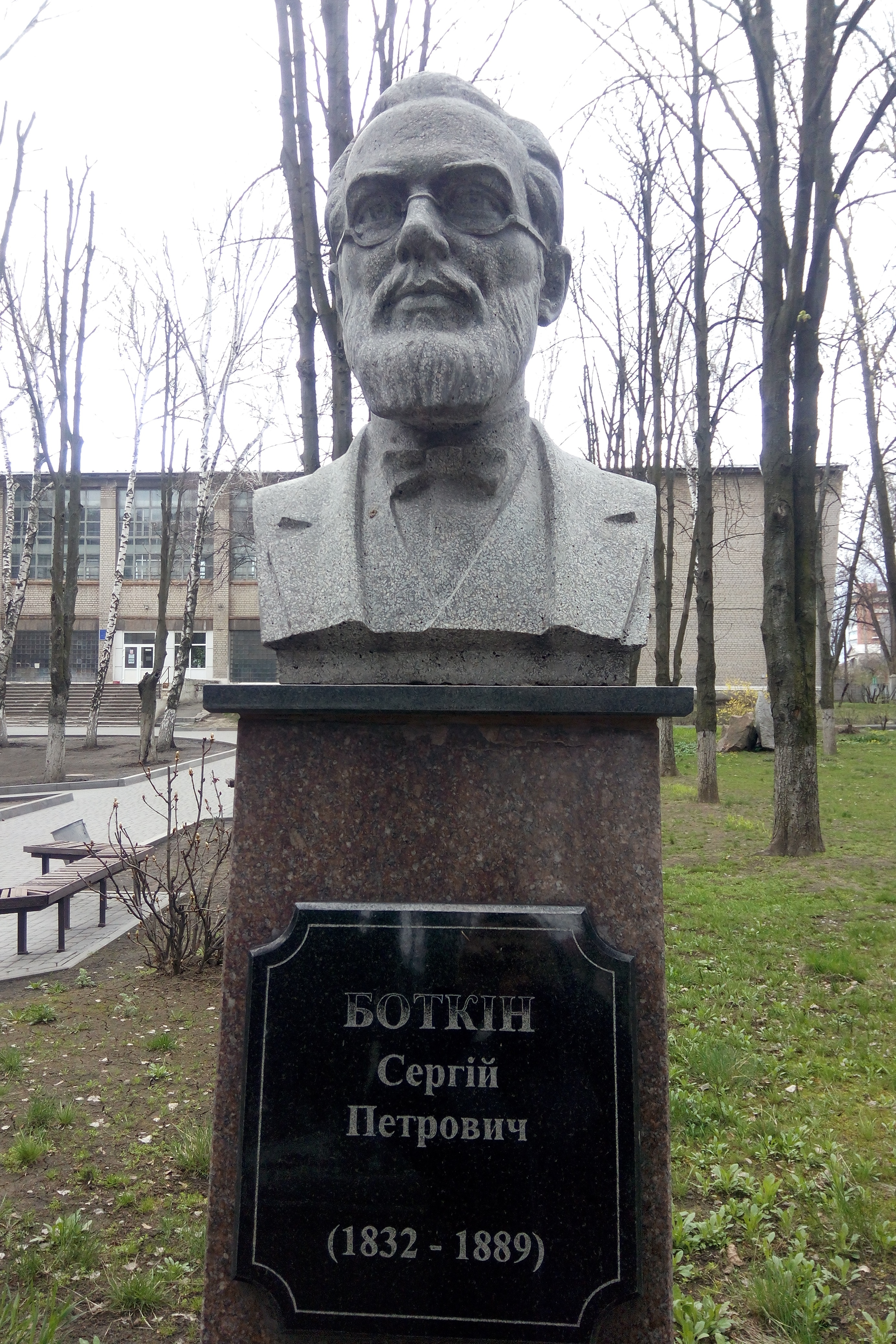
Sergueï Botkin,
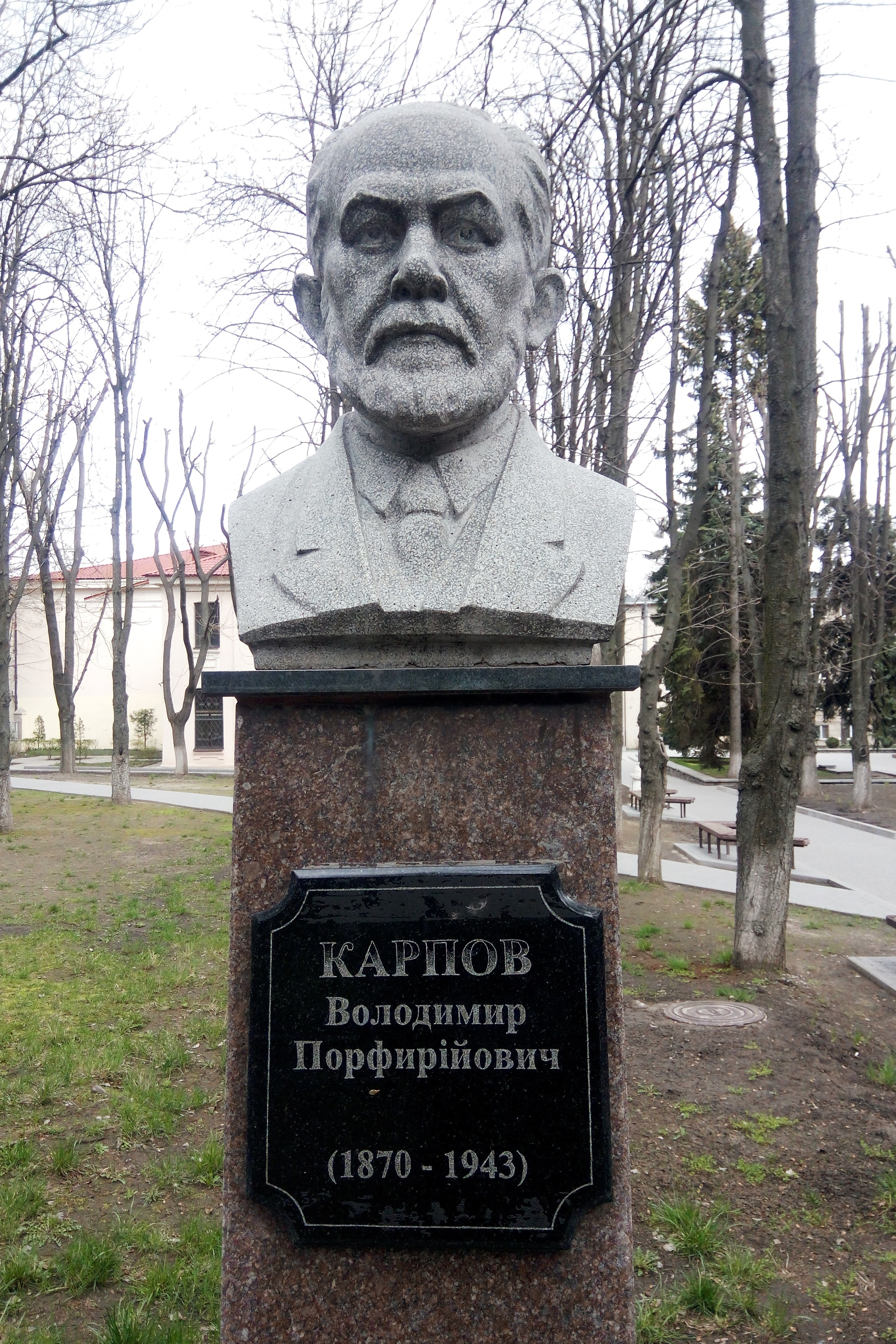
Vladimir Karpov,
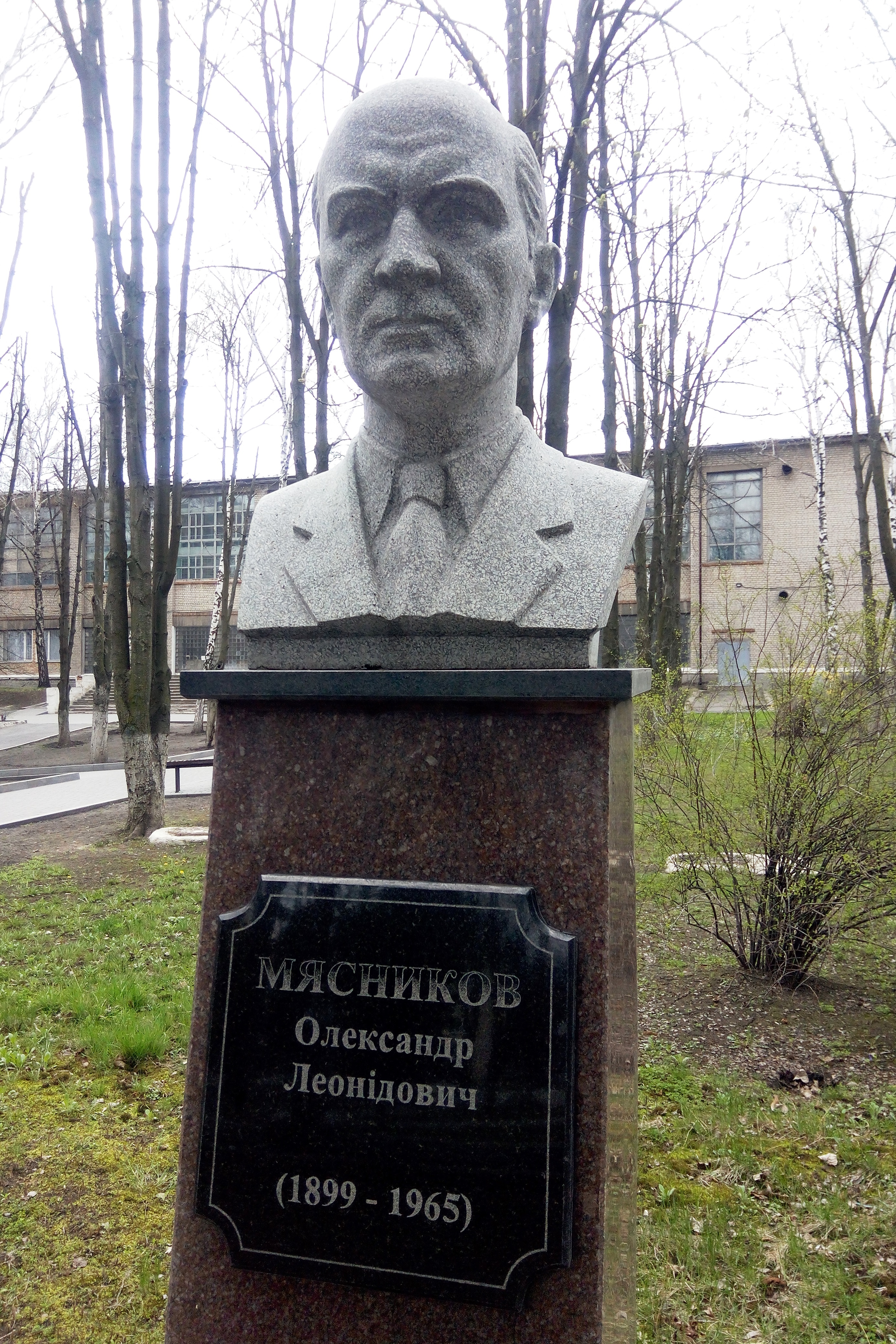
Oleksandr Miasnikov,
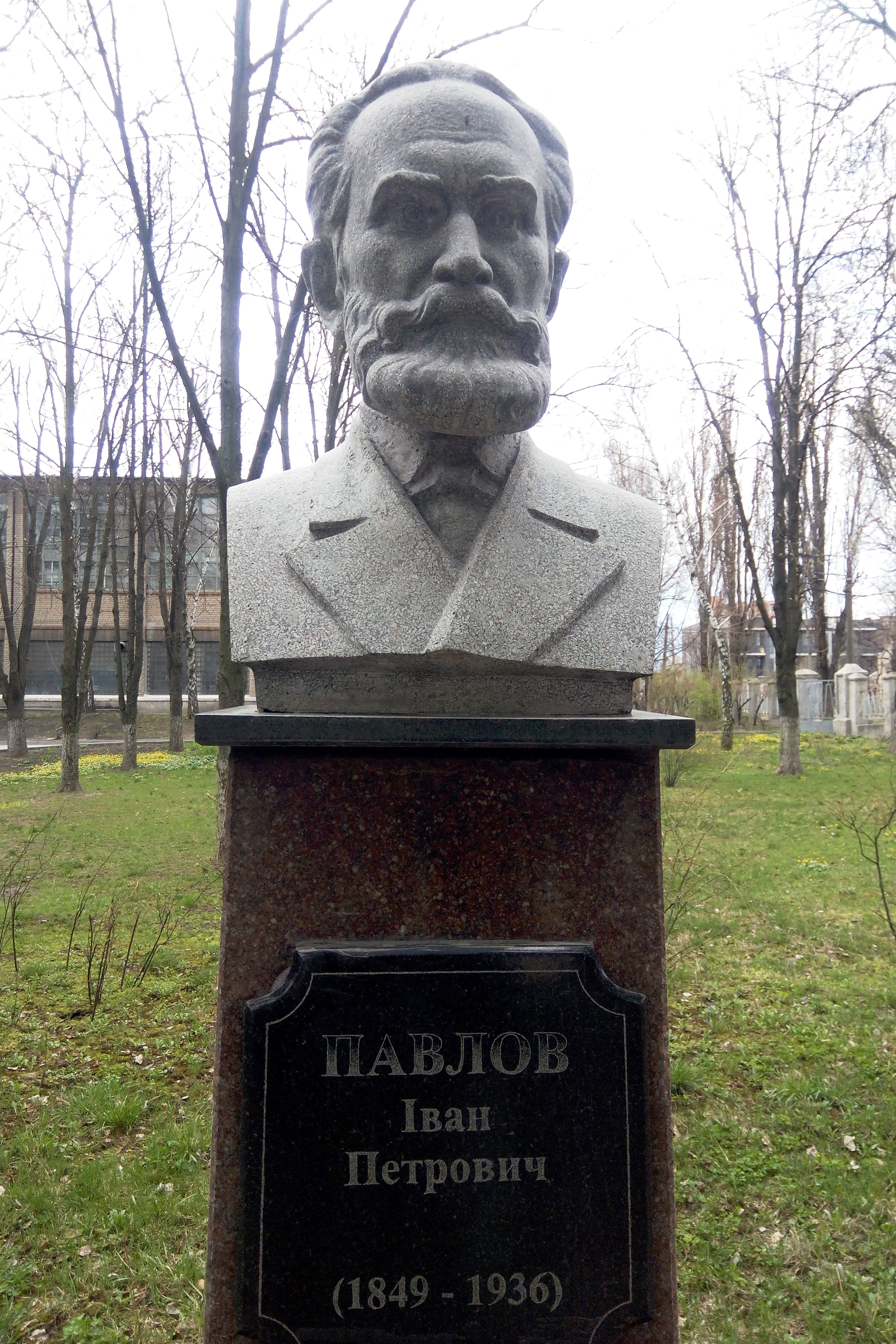
Ivan Pavlov,
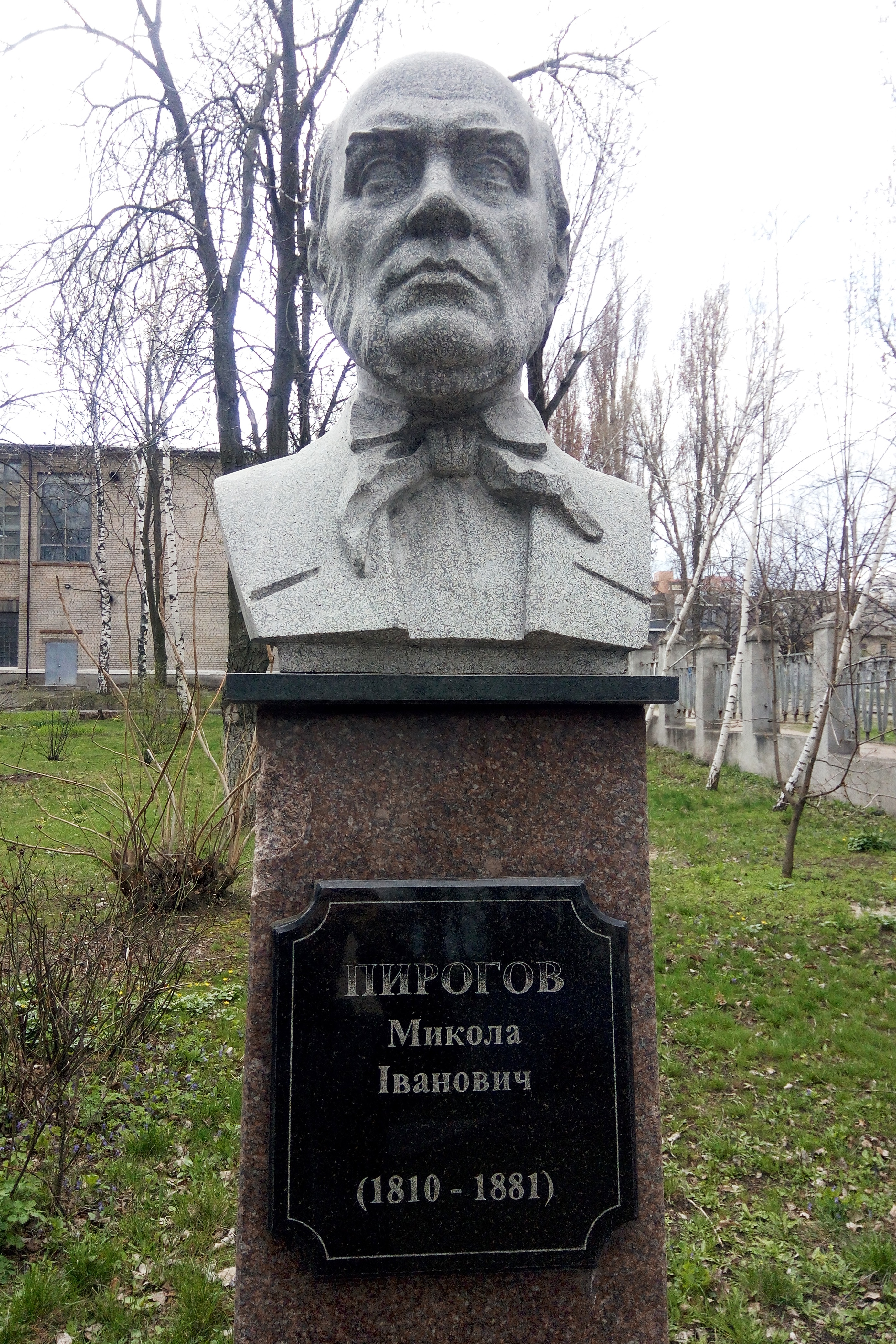
Nikolaï Pirogov,
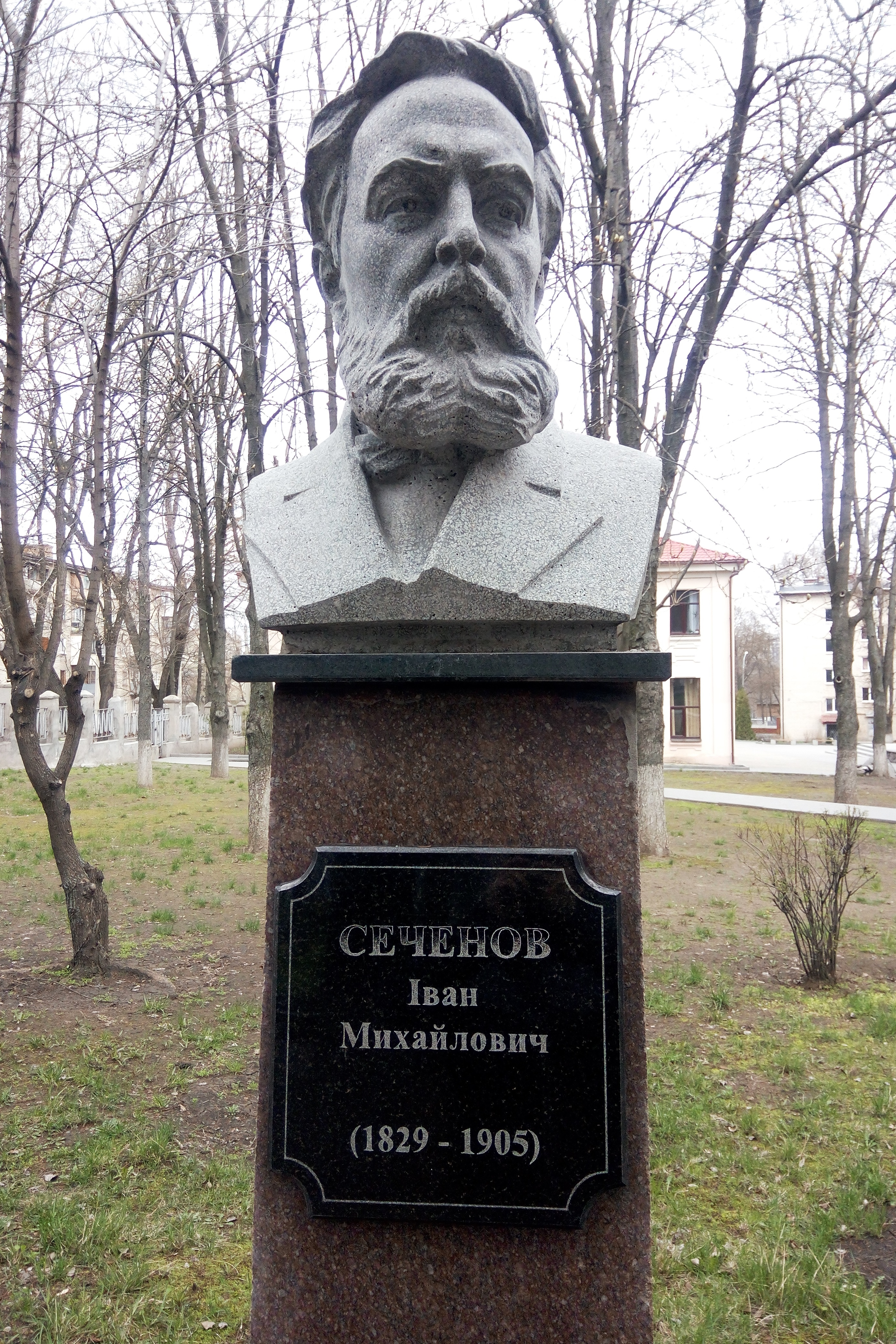
Ivan Sechenov,
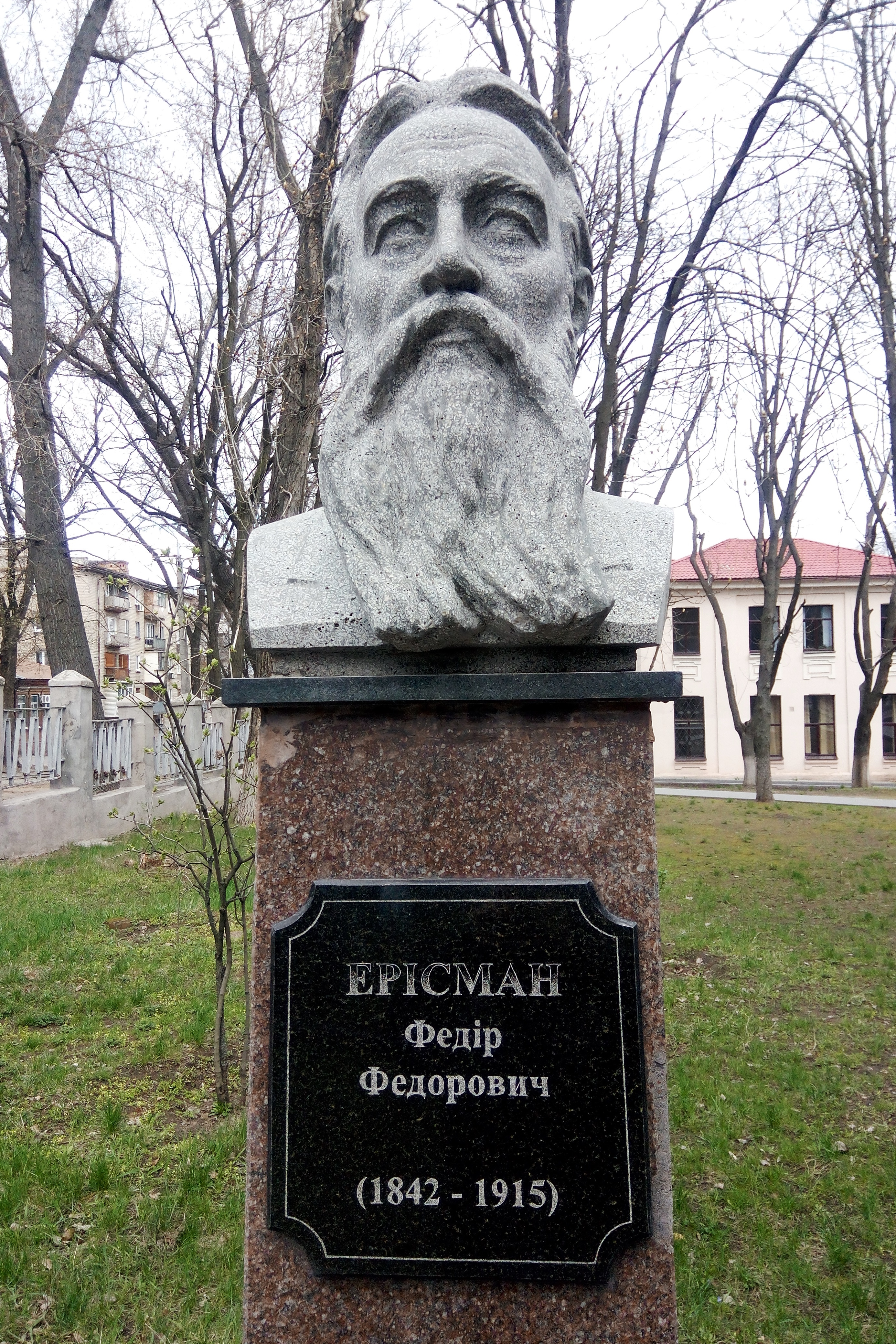
Frederic Eirismann,
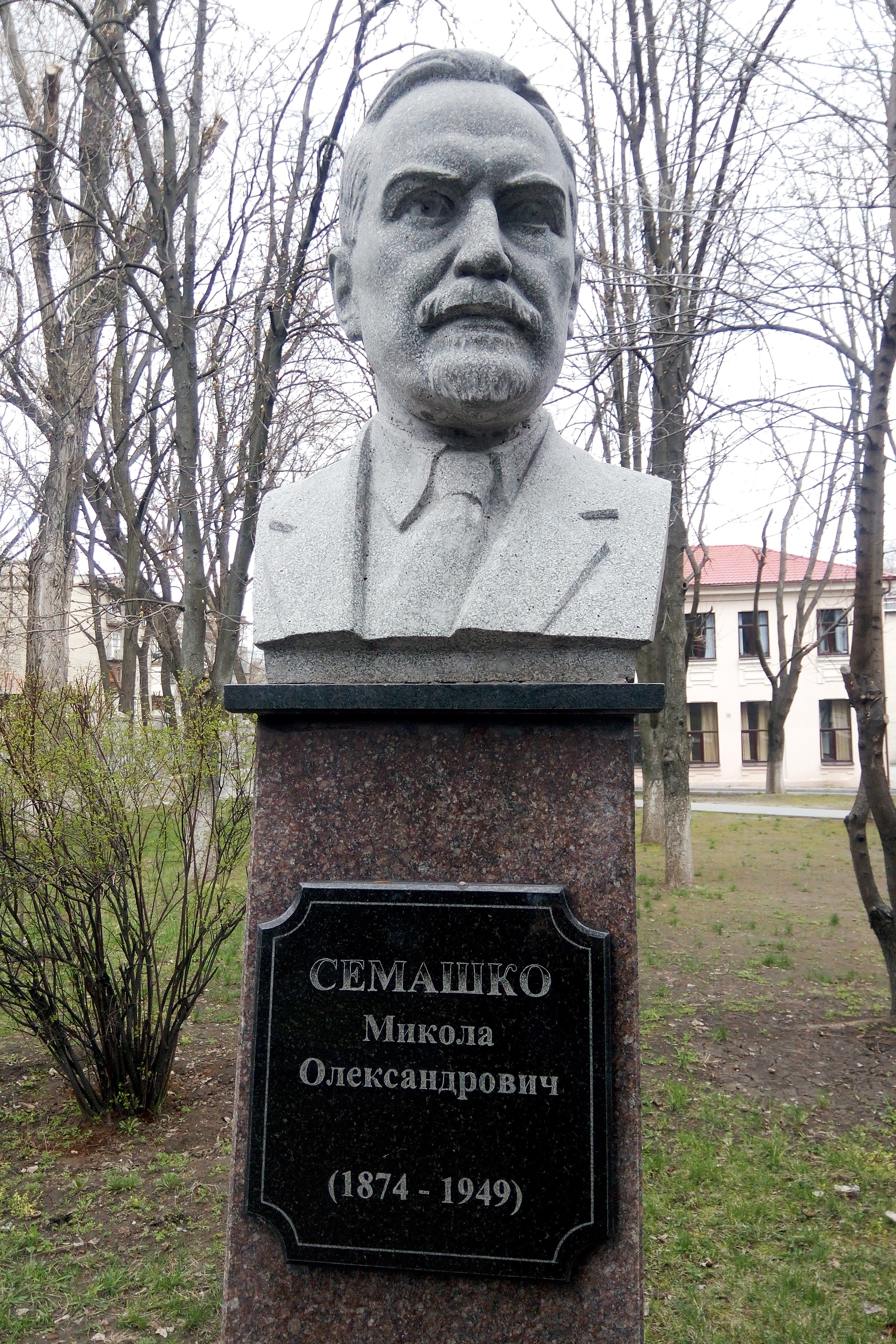
Nikolaï Semachko,
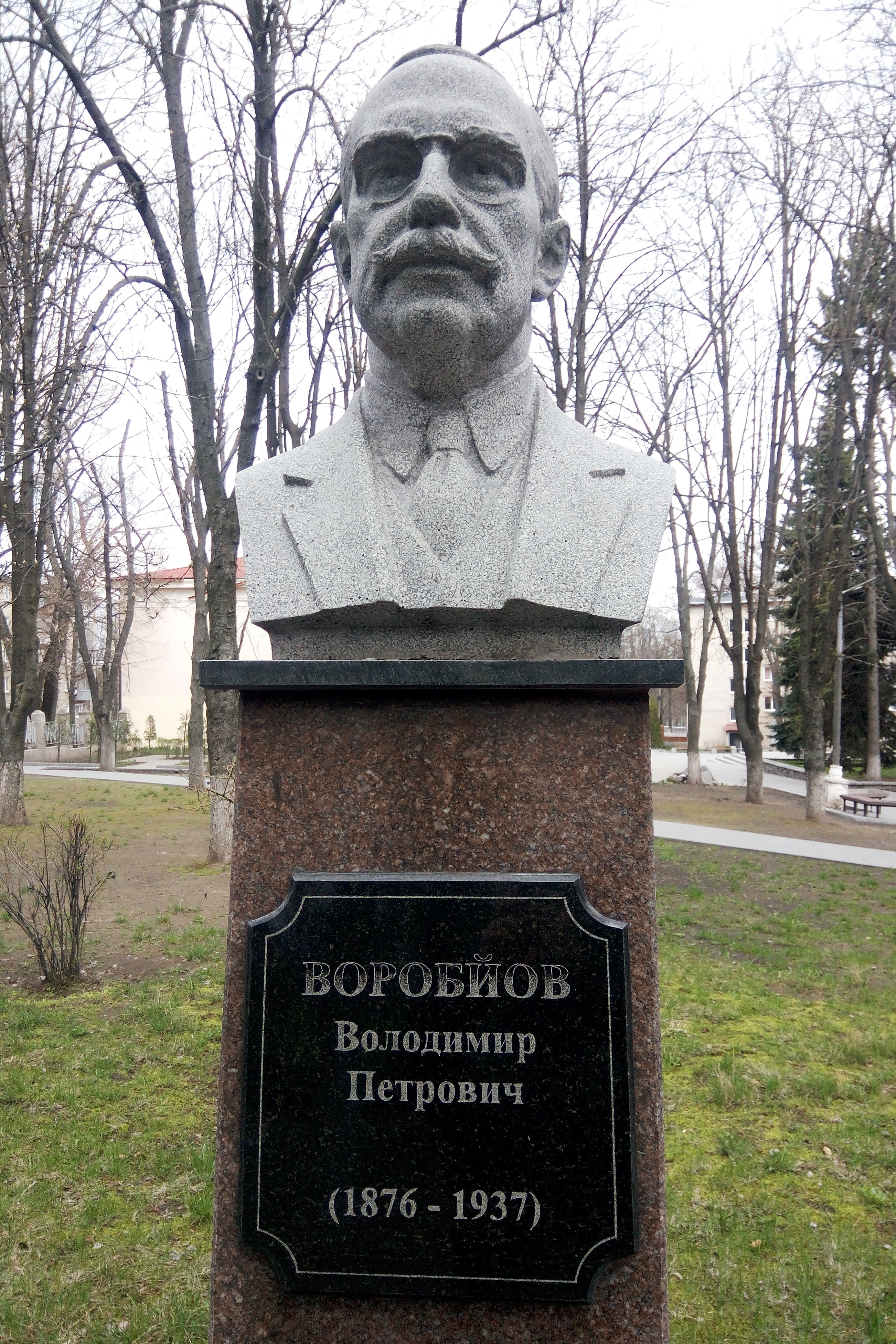
Vladimir Vorobiov,
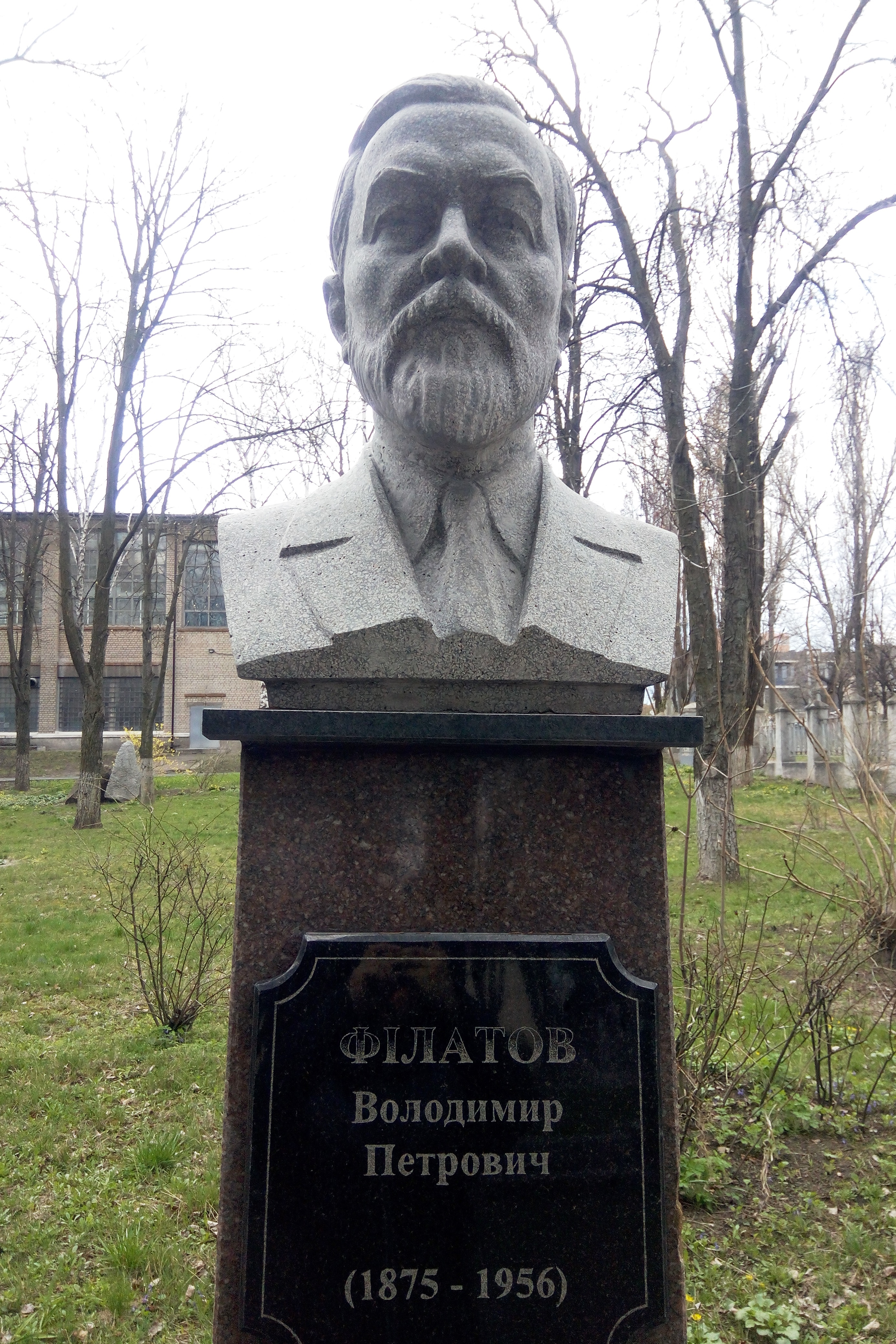
Vladimir Filatov.